# 12月的熱帶夜
《12月的熱帶夜》（韓語：12월의 열대야）為韓國MBC於2004年10月至12月製播的韓國電視劇。

## 演員陣容

### 主要人物
| 演員   | 角色   | 介紹 |
| 嚴正花 | 吳永欣 | （女，29歲）主婦，結婚9年膝下有一雙兒女，高中畢業。閔氏一家受虐待的大兒媳婦。具有明朗、快活、愉快、爽快、明快的性格、身心颯爽健康，體內水分多得整天眼淚、鼻涕、口水流個不停。看電視劇就會流淚，看新聞就會噴唾沫的笨蛋。聽不清語義而答非所問的高手。既颯爽又土里土氣，可還是多情種…。她的最大武器就是笑。非常單純和無知。天生腦袋就沒有什麼特別之處，上小學時還忙於種蒜，根本沒有工夫學習。夾在平均學歷達碩士以上的家人中間，她的無知比任何時候都斷然顯。從“連這個都不知道？”到“你到底知道什麼？”來結束一天。與兒子為並不新鮮的事情吵了有吵，經常哭泣。為輸給兒子感到冤屈而哭泣。好像連家裡養的狗也在藐視永欣。婆婆是狗的媽媽。永欣討厭此舉，乾脆見狗叫少爺。教孩子見狗叫叔叔。對學歷的自卑感很深，又因劣等感而感到吃力。過分了不起的丈夫、過分聰明的兒子事實上是一種負擔，枉然有些過意不去。太沒出息，知道的太少了… |
| 金男珍 | 朴正宇 | （男，27歲）大學休學生。看似冷漠、無情、無心，但實際上情深深，愛深深。雖說話時冷笑、憤世嫉俗，但其心是溫和的，看似枯燥乏味但靈敏，深思熟慮但魯莽。所以，對了解他的人來說是不能不愛的男人，但對不了解他的人來說他是不幸的，可又妄自尊大。儀表人才。拿最新時尚的表達是漂亮的臉蛋、苗條的身段。是校園裡公認的俊男。受到眾多女學生的求愛，但他只仰慕一個女人並深愛著她。愛她愛到假如她要心臟的話，都肯把他的心臟割捨給她，可是她離他而走了。因為她，他把'愛'拋棄了。她離他走後有很多女人向他靠近，可他不相信女人的愛。拿榮心與朋友打賭，開始進行危險的誘惑。他的夢是當一個建築家。比起世界級的建築家他更嚮往當韓國的建築家。想建造隨我們的土地，我們的山，我們的大海，我們的人的那種建築物。騎著山地車做體力及自我管理。假如他的相機是他的精神分身的話，那麼自行車是他的身體的分身。當他轉動自行車爬上險惡的山路。當他越過陡峭的野地時，他便進入自我冥想。假如今天無法登上頂上而失敗的話，他的人生也將會失敗。對他來講。騎自行車已超出單純的體育娛樂運動的概念，而成為他人生的一種體現。痛苦時，悲傷時，活得累的想悲鳴時，他轉動著自行車揮灑著傾盆的汗水向山里走去。 |
| 申成宇 | 閔智煥 | (男，37歲)外科醫生。完美的一等丈夫、一等爸爸、一等兒子、一等醫生。理性的，常識性的，無論在何時何地都節制得秀於惠中。溫和、慈祥，且充滿自信。似細膩溫柔，又不時的給人一種敏銳和敏感的感覺。端正、道德的人。具有潔癖症之類的東西。不願意做會給別人造成傷害的事，更不容忍自己受別人的傷害。在最好的環境中以最高的成長成為最好的他，誰還能夠傷害他？或許有這樣的人存在，但讓他所擁有的響梆梆的環境給擋住了。無論誰看他都是一個完美和剛強的男人，但他的完美和剛強事實上從未有過正面決一勝負的完美和剛強。正確有實力的醫生和原則主義者。眾人道：不應追求做名醫，而應追求仁義才是對的。，但他不這麼想。操縱人的生命的醫生特別是外科醫生必須是一個名醫。他認為能使更多的手術得以成功、更多的患者得以康復的醫生才是最好的醫生。結果，還是表明他的原則和他的邏輯是正確的，對更多的人有益。他是自我信念和確信非常強的人。對兒子愛得至極。妻子肚子裡懷有兒子時不但不予理睬，還予以否定，希望妻子做掉兒子。妻子肚子裡的兒子因不能吃好，不能睡好而艱難時，他卻逃亡國外。兒子出生時沒在，兒子白日時也沒在。對那時候的他，連他自己都不能饒恕。所以，兒子的存在對他來講是格外特別的。始終無法忘卻初戀。與妻子的失誤，送走了初戀。責任心強且很有道德的他，被出現在他眼前的初戀所動搖，始終愛著她，與她以朋友相待。隱匿他和她愛，與她一起喝茶，喝酒，看電影，打高爾夫， 許多與妻子做不了的，許多不能給妻子做的給她做。但和她只是朋友，永遠是朋友。 |
| 崔貞媛 | 宋芝惠 | （女，26歲）室內裝飾設計師。外貌純潔、端雅、理智的外貌傲慢。到什麼時候、無論什麼狀況都毫無一絲半毫的蓬亂。自我感很強，是以自我為中心。愛自己超過愛世上任何一個東西。看似纖弱強硬，看似脆弱且固執。很現實的人，很庸俗的人。她並不認為現實的的人和庸俗的人就應遭到非難。欲比別人活的更好些，更幸福，更成功，為何要遭到非難？生活是選擇的延續。選擇與我有利之處是當然的事情。結婚也一樣。面對大家公認艱苦的婚姻生活，認為選擇能夠保持長久的對像是最基本的、無可挑剔的。愛就是愛，結婚就是結婚。起碼對她來講如此。絕對不是隨便說說而已。聰明伶俐。把榮心比作熊的話，她就是狐狸。還是很乾練的狐狸。有能夠優雅謙虛地貫徹自己意願的智慧，對她有利的人，一定會變成自己人。並很謙虛地操縱他們。嫁到閔家猶如狐狸般地把愛挑剔的婆婆，小姑子，丈夫一個個地爭取到她的一邊。那些自以為很了不起且愛說大話的人，最終還是逃不過她的手掌心。只有一個人，看似單純無知最容易搞定的大妯娌榮心沒能如她所願。任何人都無法察覺出的她的內心，經常被單純無知的大妯娌所察覺。多人藐視的大妯娌，對她可是一個大負擔。什麼都不缺，但她羨慕大妯娌。嫉妒死了。吳永欣的家庭成員 |

## 外部連結
- 韓國MBC官方網站（页面存档备份，存于）
- 臺灣東森官方網站（繁體中文）

| 韓國 MBC 水木迷你連續劇          | 韓國 MBC 水木迷你連續劇                  | 韓國 MBC 水木迷你連續劇 |
| -------------------------------- | ---------------------------------------- | ----------------------- |
|                                  | 12月的熱帶夜 （2004.10.27 - 2004.12.16） |                         |
| 愛爾蘭 （2004.9.1 - 2004.10.21） | 悲傷戀歌 （2005.1.5 - 2005.3.17）        |                         |